# Gwen Obertuck
Gwen Marie Obertuck (* 31. März 1980 in Oconomowoc, Wisconsin) ist eine US-amerikanische ehemalige Sängerin und Schauspielerin. Sie erlangte in den 1990ern in den deutschsprachigen Ländern Bekanntheit, vor allem durch ihre Disney-Songs und durch ihr Duett Wir zwei allein (heut' Nacht) mit David Hasselhoff.

## Leben
Im Alter von neun Jahren trat Gwen bei den Mini Stars auf. So stell ich mir Frieden vor (Leningrad) war ihre erste Solo-Produktion. Es folgten die Duett-Titel Warum ist Englisch so schwer (Das erste Mal tat's noch weh) und Mit etwas Hilfe (Senza Una Donna) mit Marina. Ihren ersten großen TV-Auftritt hatte Gwen in der Sat.1-Show Hallo Heino mit Heino. 1991 wurde ihr erstes Album (Im Land der Phantasie) veröffentlicht. Sie singt hier zwölf Lieder aus und zu Disney-Filmen. Weitere TV-Auftritte folgten u. a. im Nachtcafé.
1993 sang Gwen den Titelsong Wie der Wind (Carthago) zur ZDF-Familienserie Immenhof. Mit diesem Lied gewann sie auch die von Uwe Hübner moderierte ZDF-Hitparade. Im Dezember 1993 veröffentlichte Ariola Gwens ersten Duettsong mit David Hasselhoff. TV-Premiere feierte der Hit in der ARD-Show Verstehen Sie Spaß? mit Harald Schmidt. Der deutsche Titel lautet Wir zwei allein, der englische A Star Looks Down Tonight. Der Inhalt ist ein Zwiegespräch zwischen Vater und Tochter über die verstorbene Mutter. Es erreichte Top-Ten-Positionen in den deutschsprachigen Charts.
Im Dezember 1995 war Gwen im Sat. 1-Special Christmas For All mit der Kelly Family beim Duett mit Maite Kelly (Leise rieselt der Schnee) zu sehen. Mit diesem Lied trat sie auch im Rahmen eines Konzerts der Kelly Family in der Dortmunder Westfalenhalle auf.
1997 erfolgte eine erneute Produktion mit David Hasselhoff beim Label Polydor. Mit dem Duett If I Had One Wish konnten beide in großen TV-Shows ein Comeback als Duo feiern. 2004 wurde mit Please Come Home For Christmas ein drittes Duett aufgenommen.
Ihren ersten Fernsehauftritt als Schauspielerin hatte Gwen im Alter von 17 Jahren in einer Gastrolle als Gwen Kugler in der RTL-Serie Unter uns. Hier sang sie auch einen eigenen Titel in englischer Sprache.
Seit 1999 lebt Gwen wieder in den USA, wo sie zuerst Musik studierte und anschließend eine Lehre als Medizinische Verwaltungsassistentin absolvierte.

## Diskografie

### Alben
- 1990: Ministars (Dino Music)
- 1991: Im Land der Phantasie (Disney Records, Polydor)
- 1992: Disney Club (Disney Records, Polydor)
- 1993: Walt Disney – Die schönsten Lieder (Disney Records, Karussell)
- 1994: Ganz schön frech (Disney Records, Polydor)
- 1994: Ich freue mich auf Weihnachten (Disney Records, Polydor)
- 1995: Mary’s Boy Child (Disney Records, Karussell)

### Singles
- 1991: Im Land der Phantasie (Disney Records, Polydor)
- 1993: Wir zwei allein (heut' Nacht) (Duett mit David Hasselhoff) (Ariola)
- 1994: Wie der Wind (Disney Records, Polydor)
- 1994: Ganz schön frech (Disney Records, Polydor)
- 1994: Ich komm' klar (Disney Records, Polydor)
- 1994: Du bist mein Freund (Disney Records, Polydor)
- 1996: Wonderful Invention (WEA)
- 1997: Take My Heart (WEA)
- 1997: If I Had One Wish (Duett mit David Hasselhoff) (Polydor)
- 1998: One More Try (WEA)
- 1999: Fun Sun Yellow (WEA)
- 2004: Please Come Home For Christmas (Duett mit David Hasselhoff) (Edel Records)